# Giulio Vivanti
Giulio Benedetto Isacco Vivanti (Mântua, 24 de maio de 1859 – Milão, 19 de novembro de 1949) foi um matemático italiano. Foi um mentor de Bruno de Finetti e passou a maior parte de sua carreira acadêmica na Universidade de Pavia e Universidade de Milão.